# Coupe de l'Espérance de rugby à XV 1918-1919
Navigation
Coupe de l'Espérance 1917-1918 Coupe de l'Espérance 1939-1940
L'édition 1918-1919 de la coupe de l'Espérance est la 4e édition de la Coupe de l'Espérance et est remportée par le Stadoceste tarbais.
La compétition met aux prises les 16 vainqueurs des championnats régionaux.

## Matchs joués

### Quarts de finale
| 16 mars 1919 | Stadoceste tarbais | 6 - 0 | AS Sathonay | Toulouse |
| 16 mars 1919 |                    |       |             | Toulouse |
| 16 mars 1919 |                    |       |             | Toulouse |

| 16 mars 1919 | RC Toulon | 0 - 3 | AS Béziers | Avignon |
| 16 mars 1919 |           |       |            | Avignon |
| 16 mars 1919 |           |       |            | Avignon |

| 16 mars 1919 | Aviron bayonnais | 24 - 0 | Stade nantais | Bordeaux |
| 16 mars 1919 |                  |        |               | Bordeaux |
| 16 mars 1919 |                  |        |               | Bordeaux |

| 23 mars 1919 | Sport Athlétique Bordeaux EC | 6 - 3 | Racing CF | Bordeaux |
| 23 mars 1919 |                              |       |           | Bordeaux |
| 23 mars 1919 |                              |       |           | Bordeaux |

### Demi-finales
| 30 mars 1919 | Stadoceste tarbais | 25 - 5 | AS Béziers | Tarbes |
| 30 mars 1919 |                    |        |            | Tarbes |
| 30 mars 1919 |                    |        |            | Tarbes |

| 30 mars 1919 | Aviron bayonnais | 13 - 0 | Sport Athlétique Bordeaux EC | Bayonne |
| 30 mars 1919 |                  |        |                              | Bayonne |
| 30 mars 1919 |                  |        |                              | Bayonne |

## Finale
| 13 avril 1919 | Stadoceste tarbais | 4 - 3, (4 - 0) | Aviron bayonnais         | Stade Sainte-Germaine Le Bouscat Arbitre : Cyril Rutherford |
| 13 avril 1919 | Drop(s) : 1 drop   |                | Pénalité(s) : 1 pénalité | Stade Sainte-Germaine Le Bouscat Arbitre : Cyril Rutherford |
| 13 avril 1919 |                    |                |                          | Stade Sainte-Germaine Le Bouscat Arbitre : Cyril Rutherford |

| Stadoceste tarbais Titulaires Balansa 15 A. Jauréguy 14 Fr. Borde 13 F. Cayrefourcq 12 Ed. Cayrefourcq 11 Ricarte 10 Mandret 9 Vogt 8 Galliay 7 Bordesvielle 6 Cassayet 5 Duffour 4 Castérot 3 Hernandez 2 Nicolaï 1 |  |  |  | Aviron bayonnais Titulaires 15 Guéraçagne 14 Pardo 13 Lasserre 12 Roe 11 Etchegaray 10 Landrieu 9 Michino 8 F. Forgues 7 F. Holl 6 Laurent 5 Andia 4 Artiguelongue 3 Vigneau 2 Saubion 1 Lozano |